# BMW K 100-serie
De BMW K 100-serie is een serie motorfietsen van het merk BMW. Dit was de eerste serie BMW-motorfietsen die waren voorzien van een meercilinderlijnmotor. In 1988 werden in deze serie voor het eerst antiblokkeersystemen toegepast.

## Voorgeschiedenis
Eind jaren zeventig bracht BMW de /7-serie op de markt. Dit waren de steeds weer opgewaardeerde luchtgekoelde tweecilinderboxermotoren met cardanaandrijving, die eigenlijk, voor wat betreft het motorconcept, uit 1969 stamden. Deze boxermotoren waren echter aan het eind van hun Latijn. De Japanse concurrentie bepaalde de markt, en die ging in de richting van steeds sterkere, snellere motorfietsen. De Japanse viercilinders liepen bovendien veel soepeler dan de boxermotoren, en waren ook makkelijker te berijden. Zij misten bijvoorbeeld het “kantelmoment”, dat typisch was voor de langsgeplaatste krukas van de BMW’s. Bovendien werden de Europese milieueisen steeds strenger. BMW had zich weliswaar steeds meer op de toeristische motorfietsen gericht, maar met de komst van de Honda GoldWing was ook daar de concurrentie, compleet met een soepel lopende vloeistofgekoelde viercilinderboxermotor, in opkomst. Al in 1978 publiceerde het Duitse blad Motorrad fantasietekeningen van een viercilinder-BMW-boxermotor, waarbij men al vermeldde dat ook een langsgeplaatste viercilinderlijnmotor of zelfs een driecilinderlijnmotor tot de mogelijkheden behoorden. Het project werd toen “BMW K4” genoemd. Binnen het bedrijf onderzocht men ook de mogelijkheden van een viercilinderboxermotor, maar BMW wilde in elk geval een afwijkende motor bouwen. Daarmee werden ook de proeven met een zware, brede en hoge dwarsgeplaatste Peugeotmotor naar de prullenbak verwezen. BMW had al bij de voorbereidingen van de R 45-/R 65-serie nagedacht over afwijkende motorconcepten, maar toen het behoud van de cardanaandrijving als eis gesteld. Dat was nu ook zo. Daarmee was de keuze van een langsgeplaatste motor bepaald, want dan zou een hoek van 90° in de aandrijflijn vermeden worden. Een dergelijke hoek zou tamelijk veel vermogen kosten. De keuze viel aldus op een langsgeplaatste motor met liggende cilinders, zoals bij een underfloormotor. Daarmee bereikte men meteen een laag zwaartepunt.

## K 100-serie

### Motor
De K 100 kreeg een vloeistofgekoelde viercilinderlijnmotor met liggende cilinders. Het werd een langeslagmotor (boring x slag = 67 x 70 mm) om de motor zo kort mogelijk te houden, waardoor de wielbasis niet te groot werd. De krukas lag aan de rechterkant van de motor, de cilinders wezen naar links. Aan de rechterkant werd een carterdeksel geplaatst, waardoor de hele motor gedemonteerd kon worden zonder deze uit te bouwen. De motor had twee kleppen per cilinder. Er was voor het eerst brandstofinjectie toegepast (Bosch L-Jetronic). De beide bovenliggende nokkenassen werden door een ketting aangedreven. Om het kantelmoment op te heffen draaiden zo veel mogelijk onderdelen (dynamo, koppeling en versnellingsbak) tegenovergesteld aan de krukas. Dankzij het vermogen van liefst 90 pk (de R 100 RS kwam maar tot 70 pk) kon deze motorfiets makkelijk met de concurrentie meekomen. Vanaf 1988, met de komst van de K 1, werden ook 16-klepscilinderkoppen gebruikt, maar alleen op de K 1 en de K 100 RS 16 Valve.

### Rijwielgedeelte
BMW greep weer terug naar het “Baukastensystem”. Er werd één brugframe ontwikkeld, dat ook bij latere modellen werd toegepast, en waarbij het motorblok als dragend deel diende. De hele aandrijflijn (motor, koppeling, versnellingsbak, cardanaandrijving en achterwiel), was met vijf bouten aan het frame bevestigd. Als deze bouten verwijderd waren (inclusief de nodige kabels), kon de rest van de motorfiets als een kruiwagen met behulp van het voorwiel weggereden worden. Dit principe was niet nieuw: de Moto Guzzi V-8-racer uit 1955 kende het ook. BMW zou dit Compact Drive System ook bij latere modellen, bijvoorbeeld de R 1100-serie, toepassen. De machine kreeg het monoleverveersysteem, de telescoopvorken werden geleverd door Showa en Fichtel & Sachs. Er werden vernieuwde gietwielen en remschijven toegepast. De enkelvoudige droge plaatkoppeling bleef behouden, de motor had vijf versnellingen. Vanaf 1988 werden alle K 100-modellen leverbaar met een antiblokkeersysteem, dat in samenwerking met FAG-kugelfischer was ontwikkeld. Dit was het eerste ABS op seriemotorfietsen. De K 1 werd geleverd met de opvolger van de monoleverachtervering, het paraleversysteem.

### Uitrusting
Het was duidelijk dat BMW veel haast had met de introductie van de K 100. Er waren al foto’s gepubliceerd van een K 100 met een toerruit, maar die werd pas 7 maanden na de presentatie, in mei 1984, leverbaar. De radiateur was voorzien van een polyester omhulsel waarin de bekende “BMW-nieren” herkenbaar waren. Om het moderne concept te benadrukken was een zeer opvallende, vierkante uitlaatdemper gebruikt, die voorzien was van een zwart hitteschild. De eerste versie van de K 100 was uitgesproken karig uitgevoerd. Wel was weer een uitstekende set boordgereedschap en een EHBO-set onder het zadel aangebracht.

### Kinderziekten
Al snel bleek dat de K 100 misschien wel te snel geïntroduceerd was. BMW verving bij de eerste beurten de rempomp van de achterrem, maar klanten ondervonden meer problemen, onder andere met de accu en het instrumentenpaneel, maar ook de afdekplaat van de uitlaat roestte ernstig. De linkervalbeugel was bevestigd in de cilinderkop. Bij een flinke val ontstond op die manier niet alleen wat kuipschade, maar kon de hele cilinderkop scheuren. De waterpomp en oliepomp hadden een gezamenlijke aandrijfas en waren gescheiden met een keerring. Als die het liet afweten konden beide vloeistoffen bij elkaar komen.

### K 100
De K 100 van 1000 cc was bij zijn presentatie in 1983 een werkelijk vernieuwende motorfiets. De K 100 kostte in Nederland fl. 14.800,-, een bedrag dat veel aspirant-kopers hoger ingeschat hadden. De machine stuurde veel beter dan de toch al niet slechte /7-serie en dankzij de inmiddels spreekwoordelijke betrouwbaarheid van BMW’s werd de machine meteen een succes.

### K 100 RS
Zoals zijn voorganger BMW R 100 RS (Reise Sport) het topmodel van de /7-serie was, zo werd de K 100 RS dat bij de nieuwe serie viercilinders. De machine was zeer modern ontworpen, zonder afbreuk te doen aan het gezicht van de K 100-serie, zoals bijvoorbeeld de "BMW-nieren" rondom de radiateur. De stroomlijnkuip leek op een tophalf, en was aan het frame bevestigd. Het ruitje was voorzien van een kleine deflector, waardoor de winddruk over de berijder werd gestuurd. Technisch was er geen verschil met de K 100, en net als deze machine werd de K 100 RS vanaf 1988 leverbaar met ABS.

### K 100 RT
De K 100 RT (Reise Tourer) kwam in 1984 op de markt als opvolger van de R 100 RT. De machine werd voorzien van een kofferset die in de kleur van de motor geleverd kon worden. Een grote toerkuip beschermde de berijder tegen de elementen.

### K 100 LT
De K 100 LT (Luxus Tourer) verscheen in 1986. De machine leek uiterlijk sterk op de K 100 RT, maar was voorzien van het Nivomat-veersysteem, dat zich automatisch aan de belasting van de motorfiets aanpaste. Verder waren een comfortzadel en een topkoffer aangebracht. De machine was voorbereid voor de inbouw van een radio. Vanaf 1988 werd de LT ook met ABS geleverd.

### K 100 RS M-Power
In 1986 werd een gelimiteerde serie van 1000 exemplaren van deze motorfiets gebouwd. De M-Power had zwarte velgen en voetsteunbevestigingen en een zwart motorblok, een getinte voorruit, een voorvorkstabilisator en andere bandenmaten (100/90-18 en 140/80-18).

### K 100 RS Special
Dit model uit 1987 was voorzien van een zwart/grijze buddyseat, sportaandrijving, een stickerset en een naamplaatje van de eigenaar.

### K 1
De BMW K 1 werd in 1988 gepresenteerd. Dat de machine "een opvallende verschijning" was is een understatement. De motorfiets was helemaal ingepakt in een stroomlijnkuip en zelfs het voorwiel was grotendeels ingesloten door een enorm spatbord. Daarmee had de motor een Cw-waarde van 0,34 (bij liggende bestuurder). Met dat ontwerp week BMW af van alles wat tot dan toe gebruikelijk was in de motorfietswereld. De motor was in twee kleurencombinaties te bestellen, blauw en rood. In beide gevallen werden velgen, transmissiehuis, opdruk en andere details in felgeel uitgevoerd. Later werd een wat bescheidener grafietgrijze kleur toegevoegd aan het assortiment. De K 1 leverde meer motorvermogen, dankzij de 16-klepscilinderkop. De achterwielophanging was verbeterd, er werd paralever toegepast, een systeem dat op de R 100 GS in 1987 was geïntroduceerd. Met de komst van de K 1 introduceerde BMW ook het eerste motorfiets-ABS, dat vanaf dat moment ook voor de andere viercilindermodellen leverbaar was. De K 1 had enkele constructiekenmerken die terug te voeren waren naar het Futuro studiemodel uit 1981. Ook dat was een volledig gestroomlijnde machine met een basisvorm van paralever. Net als de Futuro had de K1 geïntegreerde koffers, maar dit waren eigenlijk zeer kleine opbergruimten.

### K 100 RS 16 Valve
De K 100 RS 16 Valve, verscheen in 1989 op de markt (leverbaar vanaf 1990) en had de motor en rijwielgedeelte van de BMW K 1. Verder waren er ten opzichte van het origineel optisch weinig veranderingen. Er werden wel nieuwe kleuren leverbaar. Het eerste jaar parelmoer wit en yukka groen, vanaf 1991 waren er meer kleuren leverbaar. Dit type wordt soms ook 4-Valve genoemd. Dit is onder andere terug te vinden op de Belgische gelijkvormigheidsattesten. Op dit officiële document, uitgegeven voor de importeur BMW Belgium, wordt dit type aangeduid met de dubbele aanduiding: K100RS4V (K100RS). Ook op de afdekplaat van de bougies is ook het opschrift 4-Valve te vinden naast de letters BMW.

## Technische gegevens
|                    | BMW K 100                             | K 100 RS                              | K 100 RT                              | K 100 LT                              | K 100 RS M-Power                      | K 100 RS Special                      | K 1                                   | K 100 RS 16 Valve                     |
| ------------------ | ------------------------------------- | ------------------------------------- | ------------------------------------- | ------------------------------------- | ------------------------------------- | ------------------------------------- | ------------------------------------- | ------------------------------------- |
| Periode            | 1983-1990                             | 1984-1989                             | 1984-1989                             | 1986-1991                             | 1986                                  | 1987                                  | 1988-1993                             | 1989-1992                             |
| Productieaantal    | 12.871                                | 34.804                                | 22.335                                | 14.899                                | 1.000                                 | onbekend                              | 6.921                                 | 12.666                                |
| Categorie          | toermotor                             | sporttoerer                           | toermotor                             | toermotor                             | sporttoerer                           | sporttoerer                           | sportmotor                            | sporttoerer                           |
| Motortype          | kopklepmotor                          | kopklepmotor                          | kopklepmotor                          | kopklepmotor                          | kopklepmotor                          | kopklepmotor                          | kopklepmotor                          | kopklepmotor                          |
| Bouwwijze          | langsgeplaatste viercilinderlijnmotor | langsgeplaatste viercilinderlijnmotor | langsgeplaatste viercilinderlijnmotor | langsgeplaatste viercilinderlijnmotor | langsgeplaatste viercilinderlijnmotor | langsgeplaatste viercilinderlijnmotor | langsgeplaatste viercilinderlijnmotor | langsgeplaatste viercilinderlijnmotor |
| boring             | 67 mm                                 | 67 mm                                 | 67 mm                                 | 67 mm                                 | 67 mm                                 | 67 mm                                 | 67 mm                                 | 67 mm                                 |
| slag               | 70 mm                                 | 70 mm                                 | 70 mm                                 | 70 mm                                 | 70 mm                                 | 70 mm                                 | 70 mm                                 | 70 mm                                 |
| Cilinderinhoud     | 987 cc                                | 987 cc                                | 987 cc                                | 987 cc                                | 987 cc                                | 987 cc                                | 987 cc                                | 987 cc                                |
| Max. Vermogen      | 66 kW/90 pk                           | 66 kW/90 pk                           | 66 kW/90 pk                           | 66 kW/90 pk                           | 66 kW/90 pk                           | 66 kW/90 pk                           | 73,5 kW/100 pk                        | 73,5 kW/100 pk                        |
| Topsnelheid        | 215 km/h                              | 220 km/h                              | 215 km/h                              | 215 km/h                              | 220 km/h                              | 220 km/h                              | 240 km/h                              | 232 km/h                              |
| Aandrijving        | cardanas                              | cardanas                              | cardanas                              | cardanas                              | cardanas                              | cardanas                              | cardanas                              | cardanas                              |
| Rijwielgedeelte    | brugframe                             | brugframe                             | brugframe                             | brugframe                             | brugframe                             | brugframe                             | brugframe                             | brugframe                             |
| Leeg gewicht       | 239 kg                                | 249 kg                                | 253 kg                                | 263 kg                                | 249 kg                                | 249 kg                                | 240 kg                                | 235 kg                                |
| Max. totaalgewicht | 450 kg                                | 480 kg                                | 480 kg                                | 480 kg                                | 480 kg                                | 480 kg                                | 480 kg                                |                                       |
| Tankinhoud         | 22 liter                              | 22 liter                              | 22 liter                              | 22 liter                              | 22 liter                              | 22 liter                              | 22 liter                              | 22 liter                              |
| Voorganger         | R 100                                 | R 100 RS                              | R 100 RT                              | geen                                  | geen                                  | geen                                  | Futuro                                | K 100 RS K 1                          |
| Opvolger           | geen                                  | K 100 RS 16 Valve                     | geen                                  | K 1100 LT                             | geen                                  | geen                                  | geen                                  | K 1100 RS                             |